# ازیو پاسکوتی
ازیو پاسکوتی (به ایتالیایی: Ezio Pascutti) بازیکن فوتبال و اهل ایتالیا بود 

## تیم ملی
از سال ۱۹۵۸ میلادی عضو تیم ملی فوتبال ایتالیا بوده و در ۱۷ بازی ملی حضور داشته‌است. او در بازی‌های ملی‌اش ۸ گل به ثمر رساند.
ازیو پاسکوتی آخرین بازی ملی خود را در سال ۱۹۶۷ میلادی انجام داد.